# Speelmanskapel

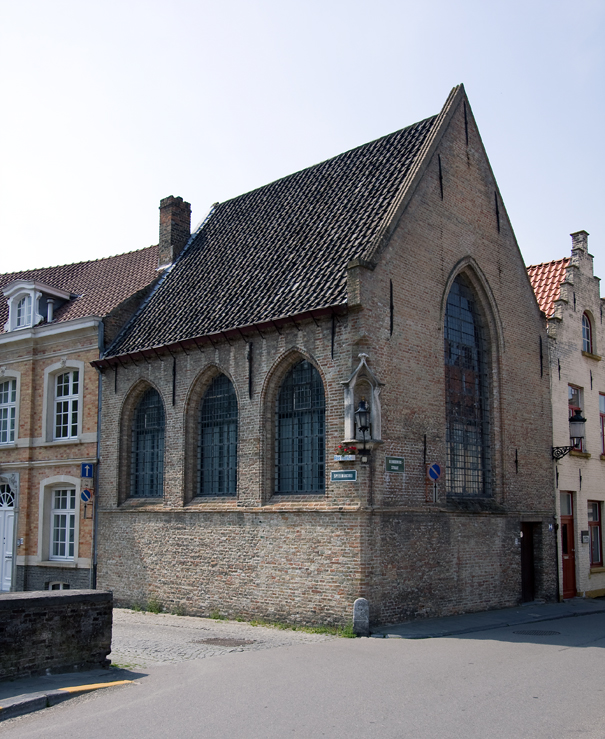
De Speelmanskapel

De Speelmanskapel is een gotische kapel in het centrum van de Belgische stad Brugge, gelegen langs de Speelmansrei, met ingang langs de Beenhouwersstraat. 

## Geschiedenis
Het was de kapel van het ambacht van de speellieden of minstrelen en werd in 1421 opgericht. Het eenvoudige bakstenen hoekgebouwtje met geprofileerde spitsboogvensters is eenbeukig en had eertijds een klokkenmuurtje op de westgevel. De toegang bevond zich oorspronkelijk in de aanbouw ten westen van de zuidmuur. Op de blinde noordmuur van de kapel was een uniek fresco aangebracht met de afbeelding van een Volto Santo, wellicht onder impuls van de reizende kooplieden uit Lucca, die daar niet ver vandaan gevestigd waren. Net als het fresco is ook het gepolychromeerde houten spitstongewelf vandaag verdwenen.
Sinds de tijd van de Franse overheersing eerder in verwaarloosde toestand, werd het gebouwtje als nationaal goed verkocht en in de negentiende eeuw gebruikt door de houtzager Van Acker.
De Speelmanskapel werd in 1968-69 eigendom van de stad Brugge. Ze werd gerestaureerd onder leiding van stadsarchitect Eric Vyncke en in gebruik gegeven als vrijzinnig huis. In 1998 werd ze beschermd als monument.
Op 1 januari 2020 droeg het stadsbestuur van Brugge het gebruiksrecht over aan CGSO vzw.